# Крутояр (Брянская область)
Крутояр — деревня в Суражском районе Брянской области России. Входит в состав Дегтярёвского сельского поселения.

## География
Деревня находится в северо-западной части Брянской области, в зоне хвойно-широколиственных лесов, в пределах части Приднепровской низменности, на правом берегу реки Ипути, при автодороге 15К-2503, на расстоянии примерно 27 километров (по прямой) к северо-востоку от города Суража, административного центра района. Абсолютная высота — 159 метров над уровнем моря.

### Климат
Климат характеризуется как умеренно континентальный с достаточным увлажнением, тёплым летом и умеренно холодной зимой. Среднегодовая многолетняя температура воздуха составляет 5,4 °С. Средняя температура воздуха самого тёплого месяца (июля) — 18,1 °C (абсолютный максимум — 37 °C); самого холодного (января) — −8 — −7,5 °C (абсолютный минимум — −37 °C). Период активной вегетации растений (с температурой выше 10°С) составляет 144 дня. Среднегодовое количество атмосферных осадков составляет 554 мм, из которых большая часть (285 мм) выпадает в тёплый период. Снежный покров держится в течение 120—130 дней.

### Часовой пояс
Деревня Крутояр, как и вся Брянская область, находится в часовой зоне МСК (московское время). Смещение применяемого времени относительно UTC составляет +3:00.

## История
Основана в середине XVIII века как владение Свентицких (первоначально название - Свентицкая Гута, Гута Свентицкого, позднее Крутой Ровок); казачьего населения не имела. В XIX веке была известна кустарным производством лодок. С середины XIX века до середины XX века упоминается с храмом (вероятно, кладбищенским; не сохранилась). До 1781 входила в Мглинскую сотню Стародубского полка; 
с 1782 относилась к Суражскому уезду, 
с начала XIX века по 1922 в Мглинском уезде (с 1861 - в составе Нивнянской вол.); 
в 1922-1929 в Клинцовском уезде (Нивнянская волость), затем в Мглинском районе. 
С 1919 до 1930-х гг. - ц. Крутоярского с/с. 
В составе Сураж. р-на с 1965. 
В середине XX века - колхоз «Прилив»; действовала метеостанция.

## Население
| 2010 | 2013 |
| ---- | ---- |
| 120  | ↘117 |

В национальной структуре населения русские составляли 98 % из 137 человек (2002).